# Oedopa elegans
Oedopa elegans är en tvåvingeart som beskrevs av Giglio-tos 1893. Oedopa elegans ingår i släktet Oedopa och familjen fläckflugor. Inga underarter finns listade i Catalogue of Life.